# آشپزی سوئدی

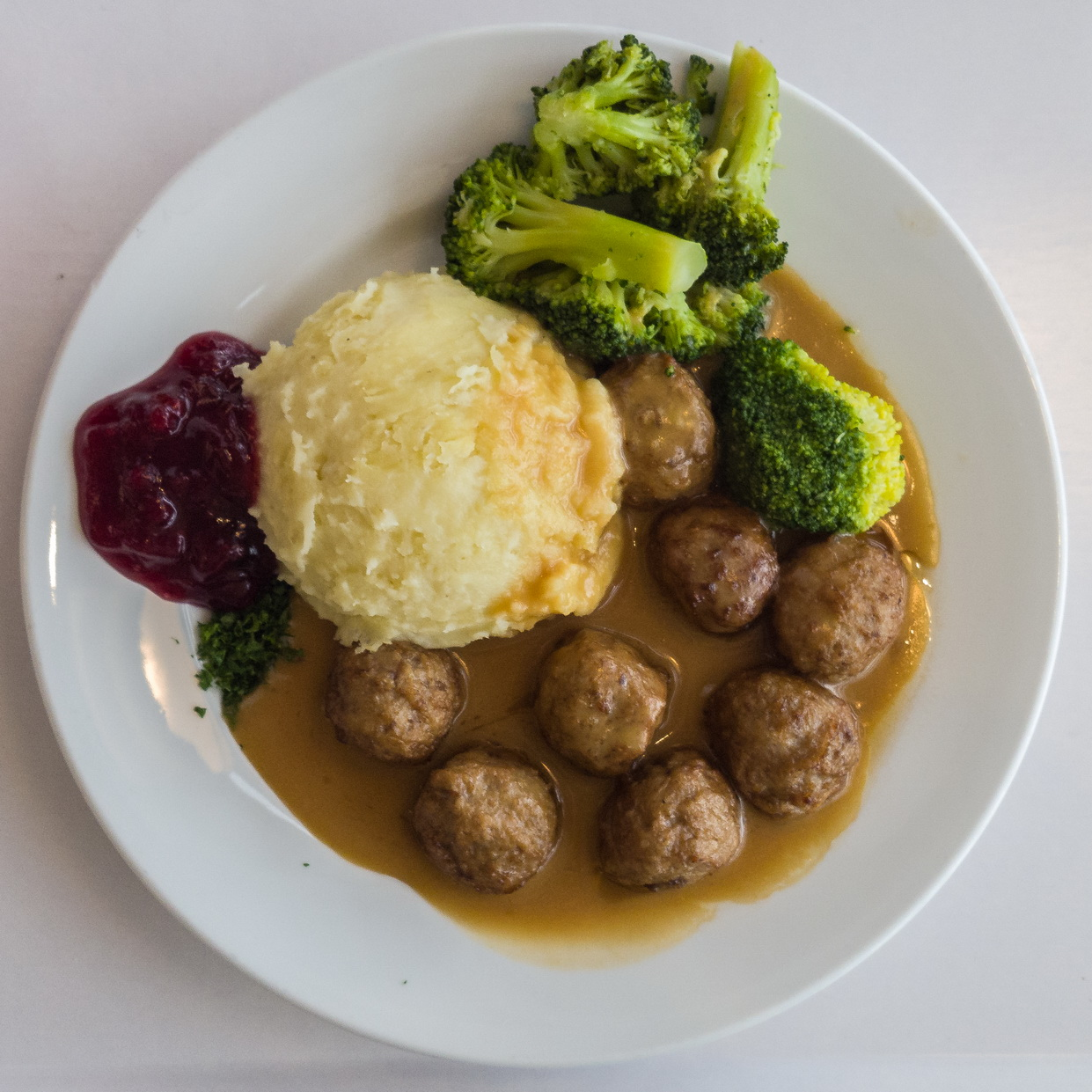
کله‌گنجشکی سوئدی با سس خامه ای، پوره سیب‌زمینی، کلم بروکلی، و مربای لینگونبری

آشپزی سوئدی (انگلیسی: Swedish cuisine) خوراکی سنتی سوئد است. به علت گستره وسیع شمال تا جنوب، بین آشپزی نورلاند و سوئد جنوبی، تفاوت‌های منطقه ای وجود دارد.
از لحاظ تاریخی، در نواحی نزدیک به قطب شمال، گوشت‌هایی همچون گوشت گوزن شمالی، و دیگر غذاهای گوشتی شبه جانور شکاری خورده می‌شدند که برخی از آنها ریشه در فرهنگ سامی دارند، در صورتی که سبزیجات تازه نقش پررنگی در جنوب کشور داشته‌اند. بسیاری از غذاهای سنتی، همچون غذای سنتی کله گنجشکی و سس خامه ای قهوه ای با تارت، مربای لینگونبری دارای مزه تند (تا حدی شبیه طعم سس کرنبری)، از طعم‌های متفاوت ساده بهره می‌برند.

## ویژگی‌های کلی

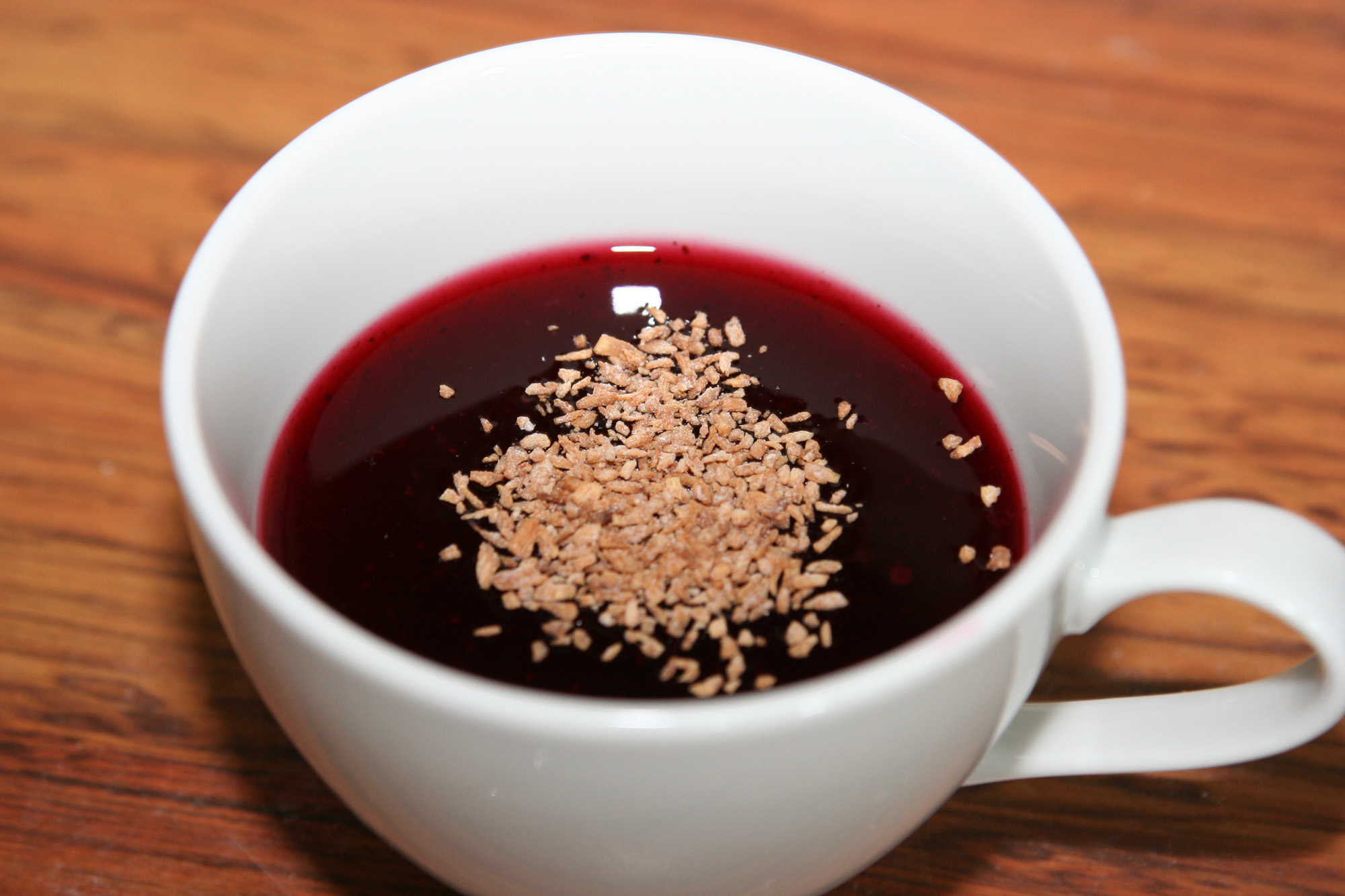
یک فنجان سوپ زغال‌اخته (Vaccinium myrtillus) با خرده غلاتی که روی آن پخش شده‌است

آشپزی سوئدی را می‌توان اینگونه توصیف کرد که حول محور فراورده‌های لبنی تخمیری، نان ترد و نرم (اغلب شکری)، سته‌ها و میوهٔ هسته دار، گاو، مرغ، گوسفند، خوک، تخم مرغ و خوراک دریایی متمرکز شده‌است. سیب‌زمینی اغلب به عنوان یک غذای جانبی و به صورت آب‌پز مصرف می‌شود. نان‌های سوئدی دارای گونه‌های زیادی از نظر ابعاد و اشکال هستند که از آرد چاودار، گندم، جودوسر، آرد سفید، آرد تیره، خمیر ترش و گندم کامل درست می‌شوند و فلت بردها و نان‌های ترد را در بر می‌گیرد. انواع زیادی از نان‌های شیرین شده وجود دارد که در برخی از نان‌ها ادویه هم مورد استفاده قرار می‌گیرد. بسیاری از غذاهای مبتنی بر گوشت، به وِیژه کله گنجشکی، همراه با مربای لینگونبری خورده می‌شوند. سوپ‌های میوه غلیظ همچون سوپ میوه گل رز و سوپ بلوبری (blåbärssoppa) که به صورت سرد یا گرم میل می‌شوند، از غذاهای متداول سوئدی هستند. اگرچه مصرف روغن زیتون در حال گسترش است ولی کره و مارگارین، منابع اصلی چربی هستند. ویژگی‌های سنتی شیرینی سوئدی بر اساس انواع نانک مخمر، کوکی‌ها، بیسکویت و کیک‌ها است که بسیاری از آنها خیلی شیرین هستند و اغلب با قهوه میل می‌شوند. (فیکا)

## غذاها

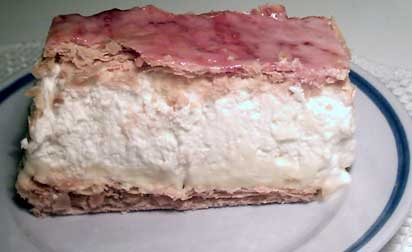
شیرینی ناپلئون از یک برش ساده تر. توجه داشته باشید که تنها 2 اسلب شیرینی پف استفاده می شود که برای به حداقل رساندن هزینه تولید معمول است.

غذاهای سنتی سوئدی، که تعدادی از آنها دارای قدمت چند صد ساله هستند و برخی دیگر دارای قدمتی بالغ بر یک قرن یا کمتر می‌باشند، هنوز بخش بسیار مهمی از وعده‌های غذایی روزمره هستند علیرغم این واقعیت که آشپزی سوئدی امروزی، تعداد زیادی از غذاهای بین‌المللی را در کنار خود پذیرفته‌است.
در سطح بین‌المللی، معروفترین سنت پخت و پز و صرف غذای سوئدی اسمورگسبورد و در کریسمس یولبورد است که شامل غذاهای معروف سوئدی همچون گراولکس و کله‌گنجشکی می‌باشد. از دیرباز، به خاطر اینکه خدمتکاران نیمی از روز را در مرخصی به سر می‌بردند و آماده‌سازی سوپ نسبت به بقیه غذاها آسان‌تر است، روز پنج شنبه در سوئد «روز سوپ» بوده‌است.